# Ernst Leimböck
Ernst Leimböck (* 8. Oktober 1931 in Salzburg; † 5. Dezember 1987 in Bad Hofgastein) war ein österreichischer Politiker (ÖVP) und Kaufmann. Er war von 1966 bis 1968 Abgeordneter zum Österreichischen Nationalrat.
Leimböck besuchte nach der Volksschule die Hauptschule sowie die  Handelsschule und war beruflich als Kaufmann tätig. Er wurde 1964 Gemeinderat in Badgastein und vertrat die ÖVP zwischen dem 7. Juni 1966 und dem 4. Oktober 1968 im Nationalrat. 